# Hautacam

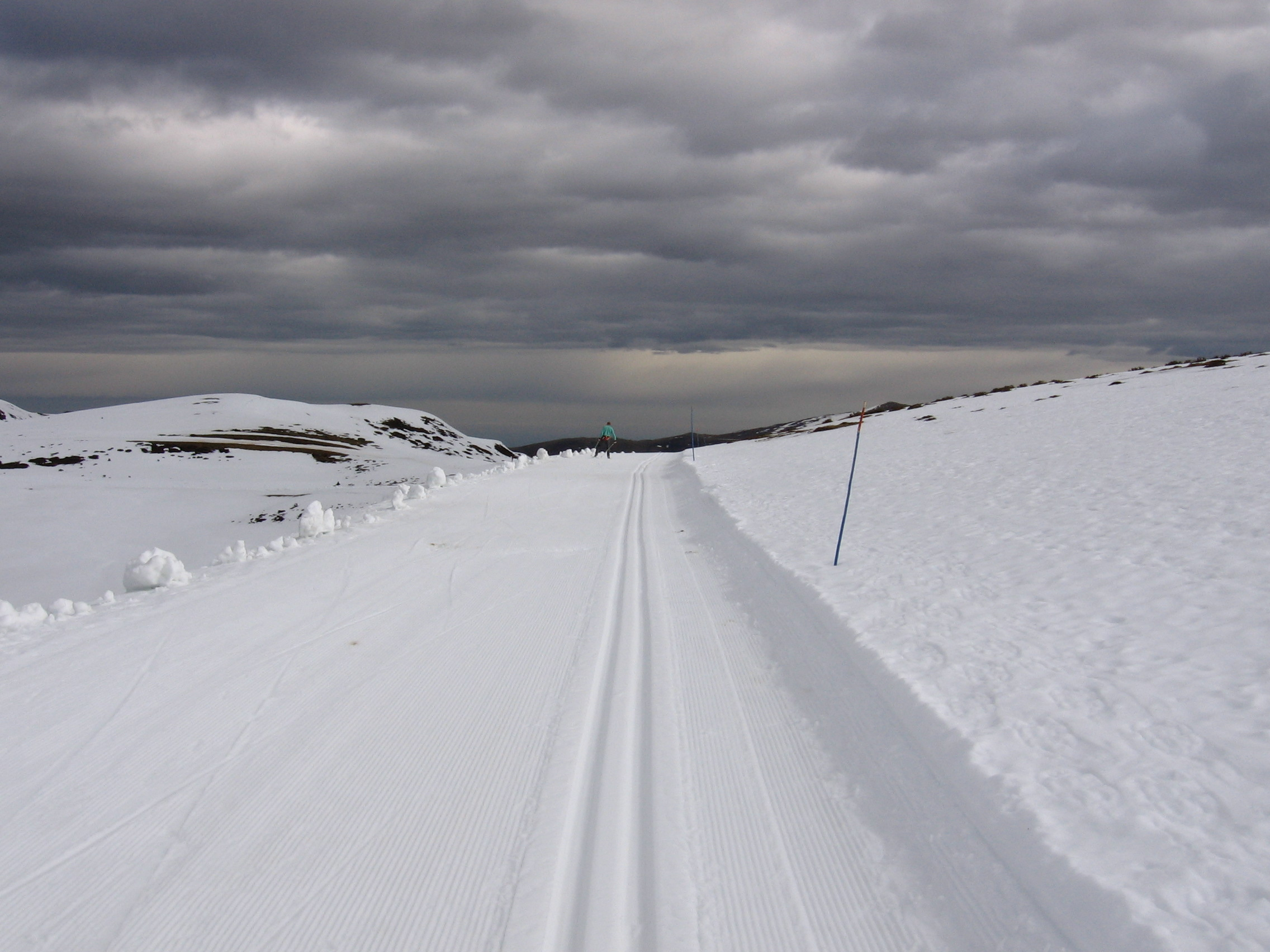
Skidspår på Hautacam.

Hautacam är en vintersportort i Pyrenéerna. Den ligger i departementet Hautes-Pyrénées i regionen Occitanien. Vintersportstationen ligger på en höjd av 1560 meter över havet.

## Tour de France
Första gången en Tour de France-etapp avslutades med stigningen till Hautacam var 1994. Etappen vanns av Luc Leblanc.
Till och med 2025 har stigningen, som rankas i kategori HC (hors catégorie), varit etappmål sju gånger. De två första gångerna låg målet på 1560 m.ö.h., men sedan år 2000 har det legat på 1520 m.ö.h. Stigningen är 13,6 km lång från Ayros-Arbouix och höjdskillnaden är 1 164 meter - vilket ger en genomsnittlig stigningsprocent på 7,8 %. Som mest är stigningen 11,3 % på en kilometer (den nionde - även under den åttonde och elfte kilometern är stigningen på över tio procent: 10,3 respektive 10,4).

### Tour de France-etappvinnare
| År   | Etapp | Etappvinnare     |
| ---- | ----- | ---------------- |
| 2025 | 12    | Tadej Pogačar    |
| 2022 | 18    | Jonas Vingegaard |
| 2014 | 18    | Vincenzo Nibali  |
| 2008 | 10    | Juan José Cobo   |
| 2000 | 9     | Javier Otxoa     |
| 1996 | 16    | Bjarne Riis      |
| 1994 | 11    | Luc Leblanc      |